# 名探偵コナン 漆黒の追跡者
『名探偵コナン 漆黒の追跡者』（めいたんていコナン しっこくのチェイサー）は、2009年4月18日に公開された日本のアニメ映画で、劇場版『名探偵コナン』シリーズの13作目にあたる。上映時間は110分。興行収入は35億円。第33回日本アカデミー賞優秀アニメーション作品賞受賞作品。キャッチコピーは「逃げ切れねぇ、か…」「江戸川コナン、最も危険な事件」。

## 概要
忌み数とされている「13」作目であることにちなみ、主人公・江戸川コナンと宿敵・黒ずくめの組織の対決が物語の主軸として描かれている。黒の組織が登場するのは、2001年公開の第5作『天国へのカウントダウン』以来、8年ぶり2作目となる。
本作のオープニングBGMには、メインテーマと「ブラックインパクト」の2曲が使用されている。オープニング映像の一部は過去の劇場版から流用されているため、ジンの髪の色が本編と異なっている。「小さくなっても頭脳は同じ、迷宮入りなしの名探偵！真実はいつも一つ！」の決めゼリフは、今作のみコナンと新一が同時に発している。
劇場版初登場のキャラクターは、ベルモット、キャンティ、コルン、ピスコ、松本清長、横溝参悟、大和敢助、上原由衣の8名。第10作『探偵たちの鎮魂歌』ではセリフと紹介がなかった山村ミサオも、本作で正式に初登場を果たした。
服部平次と遠山和葉は『探偵たちの鎮魂歌』以来3年ぶりに、第7作『迷宮の十字路』に登場した京都府警の綾小路文麿警部は6年ぶりに劇場版に再登場した。
本作以降、「スペシャルゲスト」が声優として劇場版作品に参加するのが恒例となった。本作のゲスト声優はBREAKERZのメンバー・DAIGO（水谷浩介役）で、ゲスト声優がネームドキャラを演じたのは今回が初である。
また、本作から劇場版の公開時期に作品にちなんだエピソードが本放送枠で再放送されるようになり、公開間近の3月23日にはピスコが登場したテレビアニメ第176話 - 178話「黒の組織との再会」が再放送された。
公開から約5か月後に神谷明が降板したため、神谷が演じる毛利小五郎が登場する劇場版は本作が最後になった。次作『天空の難破船』以降の劇場版は、2009年10月から2代目小五郎役を引き継いだ小山力也が担当している。また、2014年1月17日に加藤精三が死去したため、加藤が演じる松本清長が登場する劇場版は本作が唯一となった。
前作まで劇場版の音響監督を担当していた井澤基がAUDIO PLANNING Uから独立したため、本作からテレビシリーズの音響監督を手がけていた浦上靖夫が『迷宮の十字路』以来6年ぶりに登板。以後2014年12月18日に逝去するまで担当した。
小説版は、小学館のジュニア文庫から2013年1月9日に発売。また、第3作『世紀末の魔術師』に続いて、漫画版が2013年6月18日に発売された。
2016年に開催された歴代映画19作品の人気投票で、今作は10位を獲得した。
エピローグ後の次回作予告では、嵐の海の上を飛ぶ飛行船が映し出された後、作品ロゴが浮かび上がり、江戸川コナン役の高山みなみのナレーションで「劇場版名探偵コナン、第14弾製作決定！」と告知された。のちに次回作は、飛行船を舞台に怪盗キッドがメインとなる『天空の難破船』であることが発表された。
原作102巻File.2-4収録「秘密基地のメッセージ」では、長野県警の大和勘助警部、上原由衣警部補が今作の事件について言及しているシーンがある。

## ストーリー
七夕が近付く頃、東京・神奈川・静岡・長野で計6人が犠牲となる広域連続殺人事件が発生。全ての現場には、縦線とアルファベットが書かれた麻雀牌が残されていた。警視庁や各都道府県の刑事達と共に捜査を進めるコナンだが、そこに黒の組織のメンバー「アイリッシュ」の魔の手が迫る。アイリッシュは犯人に偶然持ち去られたメモリーカードを奪回するため、警察関係者に変装して捜査に潜り込んでいるのだという。さらにアイリッシュは、独自の調査によってコナンの正体が工藤新一であることも突き止めていた。
7件目の殺人が発生した頃、コナンと平次は、被害者7人が一昨年の七夕に京都のホテルで火事に遭ったことを知る。その火事では本上なな子という人物が死亡しており、難を逃れたなな子の恋人・水谷浩介が容疑者として浮上する。また、犯行現場が北極星と北斗七星を描いていることが判明し、コナンや警察、そして蘭たちは最後の犯行現場・東都タワーに集う。
コナンは東都タワーで水谷と相対し、真犯人はなな子の兄である本上和樹だと明らかにする。和樹は駆け付けた松本警視によって制圧されるが、この松本警視はアイリッシュの変装だった。さらにアイリッシュとメモリーカードを始末するために、ジンをはじめとする組織のメンバーがAH-64攻撃ヘリコプターに乗って東都タワーに現れる。
組織はアイリッシュを射殺し、彼と接触していた者（コナン）を機銃を使って追い詰める。コナンは阿笠博士から貰った100メートルまで自在に伸ばせるサスペンダーを使って脱出し、ヘリの撃墜に成功。一件が解決した後、コナンはアイリッシュが死に際に残した「いつまでも追い続けるがいい」という言葉を思い返し、組織と戦い続ける決意を新たにするのだった。

## 登場人物

### レギュラーキャラクター

#### 江戸川コナンと周辺の人物
江戸川 コナン（えどがわ コナン）
声 - 高山みなみ
本作の主人公。本来の姿は「東の高校生探偵」として名を馳せている工藤新一だが、黒ずくめの組織に飲まされた毒薬・APTX4869の副作用で小学生の姿になっている。
広域連続殺人事件を独自に捜査する中、黒の組織のメンバー・アイリッシュに正体を見抜かれてしまう。
毛利 蘭（もうり らん）
声 - 山崎和佳奈
本作のヒロイン。新一の幼馴染かつガールフレンドで、関東大会で優勝するほどの空手の達人。
アイリッシュとの格闘戦で互角に渡り合い、至近距離からの射撃を回避する驚異的な動体視力を見せる。
毛利 小五郎（もうり こごろう）
声 - 神谷明
「眠りの小五郎」の異名で知られる私立探偵。蘭の父親でコナンの保護者。元警視庁捜査一課強行犯係の刑事。
広域連続殺人事件の特別顧問として警視庁に招かれる。
工藤 新一（くどう しんいち）
声 - 山口勝平
コナンの本来の姿で高校生探偵。
本編中で新一としての登場はなく、東都タワーでコナンが新一の声を使ったのみ。
灰原 哀（はいばら あい）
声 - 林原めぐみ
元黒の組織の一員かつAPTX4869の開発者で、「シェリー」のコードネームを与えられていた。コナンの正体を新一と知る数少ない人物の一人。
黒の組織の動向から、組織が自分やコナンの正体を見抜いたのではないかと危機感を募らせる。
阿笠 博士（あがさ ひろし）
声 - 緒方賢一
コナンの正体を新一と知る数少ない人物の一人で、発明家。
本作でビートルズ世代であることが明らかになり、ビートルズのうんちくを絡めたクイズを少年探偵団に出題する。このクイズはカブトムシのメッセージを解き明かす糸口となった。
鈴木 園子（すずき そのこ）
声 - 松井菜桜子
蘭の同級生で親友。鈴木財閥の令嬢で、新一の幼馴染でもある。
終盤で偶然テレビに映ったコナンの姿を見て蘭に連絡し、共に東都タワーへ向かう。
吉田 歩美（よしだ あゆみ）、小嶋 元太（こじま げんた）、円谷 光彦（つぶらや みつひこ）
声 - 岩居由希子（歩美）、高木渉（元太）、大谷育江（光彦）
少年探偵団の3人。
博士のビートルズに関するクイズを受けて独断で捜査を開始する。
服部 平次（はっとり へいじ）
声 - 堀川りょう
「西の高校生探偵」として有名で、新一とは「東の工藤・西の服部」と並び称されるライバルにして親友。コナンの正体を新一と知る主な数少ない人物の一人。
コナンからの依頼を受けて京都で情報を集める。黒の組織に立ち向かうコナンを心配し、「今度大阪へ遊びに来たら美味いお好み焼きを食わせてやる」と約束する。
遠山 和葉（とおやま かずは）
声 - 宮村優子
平次の幼馴染かつガールフレンド。平次に好意を持っており、蘭とも仲が良い。合気道部に所属しており有段者でもある。

#### 警察
目暮 十三（めぐれ じゅうぞう）
声 - 茶風林
警視庁刑事部捜査一課強行犯捜査三係の警部。
吉井リサにナイフで腹部を刺されるが、分厚い皮下脂肪に守られ一命を取り留めた。
佐藤 美和子（さとう みわこ）
声 - 湯屋敦子
警視庁捜査一課の刑事で警部補。
7人目の被害者の元へ向かう際、乗っていた覆面パトカーのタイヤをキャンティとコルンの狙撃でパンクさせられ、事件の裏で暗躍する存在に勘付く。
高木 渉（たかぎ わたる）
声 - 高木渉
警視庁捜査一課の刑事で巡査部長。
捜査中、キャンティとコルンの狙撃で車のタイヤをパンクさせられてしまう。その際キャンティからは「カワイイ坊や」と評された。その後、博士からの通報を受け、佐藤と共にある人物を救出する。
白鳥 任三郎（しらとり にんざぶろう）
声 - 井上和彦
警視庁捜査一課のキャリア組警部。
本作で週2回ジムに通っている事が判明する。
千葉刑事（ちばけいじ）
声 - 千葉一伸
警視庁捜査一課の刑事で巡査部長。
肥満体型だが、一応ダイエットは始めている模様。
松本 清長（まつもと きよなが）
声 - 加藤精三
警視庁刑事部捜査一課の管理官。階級は警視。
大和 敢助（やまと かんすけ）
声 - 高田裕司
長野県警察刑事部捜査一課の警部。隻眼で杖をついている。コナンや平次と比べても遜色のない推理力の持ち主。
広域連続殺人の捜査に参加し、容疑者の深瀬稔を取り押さえる。
上原 由衣（うえはら ゆい）
声 - 小清水亜美
長野県警察刑事部捜査一課の刑事。上司の大和敢助とは幼なじみで、仕事以外の場では「敢ちゃん」と呼ぶ。
ナイフを持った吉井リサに狙われるが、目暮に守られた。
本作ではテレビアニメ557話「危険な2人連れ」の放送に先駆けて長野県警に復帰し、姓も旧姓に戻している。
横溝 参悟（よこみぞ さんご）
声 - 大塚明夫
静岡県警察刑事部捜査一課の警部。「眠りの小五郎」を盲信している。
本作では、医者から糖分を制限されている事が明かされる。
横溝 重悟（よこみぞ じゅうご）
声 - 大塚明夫
神奈川県警察刑事部捜査一課の警部で、参悟の双子の弟。兄とは瓜二つで階級も同じく警部だが、性格は正反対。ブラックコーヒーを好む。
山村 ミサオ（やまむら ミサオ）
声 - 古川登志夫
群馬県警察刑事部捜査一課の警部。「ヘッポコ刑事」と呼ばれている。今作が実質的な劇場版初登場となる。
捜査会議の際、童謡の「七つの子」に似たプッシュ音（黒の組織のボスのメールアドレス）を耳にする。
本作で警部に昇進しており、後にアニメや原作にも反映された。
綾小路 文麿（あやのこうじ ふみまろ）
声 - 置鮎龍太郎
京都府警警部。
第7作『迷宮の十字路』以来2度目の登場。ペットのシマリスを肩に載せている。
警視庁からの依頼を受け、2年前に京都で起こった火災事件を調査する。
寺林 省二（てらばやし しょうじ）
声 - なし
千葉県警察の刑事。
初出は「園子のアブない夏物語」。本作では捜査に参加しているが、セリフはない。

#### 黒の組織
新一に薬を飲ませて幼児化させた世界規模の犯罪組織。2001年公開の劇場版第5作『天国へのカウントダウン』以来8年ぶり2作目の登場。
ジン (Gin)
声 - 堀之紀
本作のキーパーソン。組織の実行部隊のリーダーで射撃にも優れている。
『天国へのカウントダウン』では金髪だったが、本作から髪の色が原作と同じ銀髪に変更されている。
ベルモット (Vermouth)
声 - 小山茉美
組織の女性幹部。本名はシャロン・ヴィンヤード (Sharon Vineyard)で、かつてハリウッドでアカデミー賞を受賞した大女優。コナンの正体を新一と知る数少ない人物の1人。
アイリッシュをサポートするために捜査会議に潜入。七夕の前日には一般人に変装して事件を追うが、深瀬稔に人質にされた。その後、コナンに変装を見抜かれアイリッシュに関する情報を提供した。
ウォッカ (Vodka)
声 - 立木文彦
組織の幹部でジンの腹心。ジンに忠実で極悪非道な性格。
キャンティ (Chianti)
声- 井上喜久子
組織に所属する気性の荒い女性スナイパー。
コルン (Korn)
声 - 木下浩之
組織に所属する無口で冷静な男性スナイパー。
ピスコ (Pisco)
声 - なし
元・組織の幹部。本名は枡山 憲三（ますやま けんぞう）で、かつては「経済界の大物」と評された大手自動車メーカーの会長だった。故人。
アイリッシュから実の父親のように慕われていた。

### オリジナルキャラクター

#### 組織のメンバー
アイリッシュ（Irish）
声 - 幹本雄之
本作のキーパーソン。組織ではジン達と同格の幹部クラス。金髪の大男で、本名・国籍は不明。かつてジンに始末されたピスコを親のように慕っていたため、ジンの失墜を目論んでいる。
変装して警視庁で潜入活動をする中、コナンの正体が新一であることを突き止める。東都タワーでは、刑事達やコナンを容易く制圧し、さらに蘭を上回る格闘能力を見せた。
キャラクター原案は原作者の青山剛昌が担当した。劇場版オリジナルの黒の組織のキャラクターにコードネームが与えられるのは初めてである。

#### 事件関係者
水谷 浩介（みずたに こうすけ）
声 - DAIGO
フリーター。本上なな子の元恋人。
なな子の両親の反対を押し切って駆け落ちし、アパートの一室で同棲していた。現在もなな子を失ったショックから立ち直れておらず、仕事もしていないという。
本上 なな子（ほんじょう ななこ）
声 - 折笠富美子
保育士。水谷浩介のかつての恋人で、「なな」と呼ばれていた。
水谷と同棲していたが、京都の「HOTEL VEGA」で発生した火事で亡くなった。
本上 和樹（ほんじょう かずき）
声 - 菅原正志
公認会計士。本上なな子の兄。
沢村 俊（さわむら しゅん）
声 - 神奈延年
城南大学工科大学院の学生で、水谷浩介が住んでいるアパートの隣人。
コナンに、水谷浩介と本上なな子の関係や本上和樹の居場所を教える。
深瀬 稔（ふかせ みのる）
声 - 西村朋紘
逃亡犯。27歳。
吉井リサの恋人で、トロピカルランドで陣野修平を刺す傷害事件を起こして逃走中。肩を痛めているため右腕が上がらない。
7月6日に警察に追い詰められ、人質を取って抵抗するが逮捕された。
吉井 リサ（よしい リサ）
声 - 水樹奈々
ホステス。21歳。
深瀬稔の恋人で、逃亡を手助けしていることから警察にマークされていた。
荻野 彩実（おぎの あやみ）
声 - 鶴ひろみ
埼玉県警察の警部。横溝参悟の埼玉県警時代の後輩。
数々の事件に関わってきたコナンの存在に興味を示す。

#### 被害者
内1名は一般人を装った組織の工作員で、犯人に持ち去られた所持品の中に工作員のリストが収められたメモリーカードが入っていたため、それを回収するべくアイリッシュが広域連続殺人事件の捜査に潜入することとなった。
陣野 修平（じんの しゅうへい）
声 - なし
東都大学理工学部准教授で原子力研究所副所長。43歳。
広域連続殺人事件の最初の被害者。犯人にペンダントを持ち去られる。
加賀 志津子（かが しづこ）
声 - なし
料亭の女将。45歳。
広域連続殺人事件の2番目の被害者。犯人に巾着を持ち去られる。
岡倉 政明（おかくら まさあき）
声 - なし
代議士秘書。32歳。
広域連続殺人事件の3番目の被害者。犯人にお守り袋を持ち去られる。
北島 梓（きたじま あずさ）
声 - なし
IT企業派遣社員。31歳。
広域連続殺人事件の4番目の被害者。犯人にコンパクトケースを持ち去られる。
財津 耕三（ざいつ こうぞう）
声 - なし
バイク店店主。61歳。
広域連続殺人事件の5番目の被害者。犯人にギターのアクセサリーを持ち去られる。
竜崎 努（りゅうざき つとむ）
声 - 梅津秀行
不動産業者。28歳。
広域連続殺人事件の6番目の被害者。犯人にマスコットの人形を持ち去られる。
作品冒頭で運転していた車のブレーキが効かなくなり、横転事故を起こして死亡。死の間際、「七夕、きょう」というダイイングメッセージを残した。
新堂 すみれ（しんどう すみれ）
声 - なし
抽象画家。34歳。
犯人に心当たりがあると警察に通報するが、翌日、広域連続殺人事件の7番目の被害者となって発見される。犯人に赤い絵の具を持ち去られる。

#### その他
レポーター
声 - 大塚瑞恵
オープニングで東都タワーの解説をしていた女性レポーター。
警備員
声 - 柳沢栄治
米花ショッピングモールの警備員。
木谷 友美（きたに ともみ）
声 - 喜多村英梨
東都タワーの受付嬢。

## スタッフ
- 原作 - 青山剛昌
- 監督・絵コンテ - 山本泰一郎
- 脚本 - 古内一成
- 絵コンテ協力 - 西森章、奥脇雅晴
- 演出 - 山本泰一郎、そえたかずひろ、辻泰永
- キャラクターデザイン・総作画監督 - 須藤昌朋
- デザインワークス・作画監督 - 山中純子
- メカデザイン - 堀内博之
- レイアウトチェッカー・作画監督補 - 野武洋行、牟田清司、清水義治、堀内博之、かわむらあきお、本橋秀之
- 美術監督 - 渋谷幸弘
- 色彩設計 - 西香代子
- 撮影監督 - 野村隆
- メインタイトルCGアニメーション - 西山仁
- 3D CGI ディレクター - 後藤優一
- 編集 - 岡田輝満
- デジタル光学録音 - 西尾昇
- 音響監督 - 浦上靖夫
- 音響制作デスク - 浦上慶子、熊谷めぐみ
- 音響効果 - 横山正和、横山亜紀
- 音楽プロデューサー - 近藤貴郎、大野久子
- 音楽 - 大野克夫
- ストーリーエディター - 飯岡順一
- アシスタントプロデューサー - 北田修一
- アソシエイトプロデューサー - 浅井認
- アニメーションプロデューサー - 石山桂一
- プロデューサー - 諏訪道彦、吉岡昌仁
- アニメーション制作 - 東京ムービー
- 製作 - 「名探偵コナン」製作委員会（小学館、讀賣テレビ放送、日本テレビ放送網、小学館集英社プロダクション、東宝、トムス・エンタテインメント）
- 撮影協力 - 東京タワー、蒲田東急プラザ プラザランド店、NAMUCO
- 配給 - 東宝

## 興行成績
全国341スクリーンで公開され、2009年4月18日と翌19日の初日2日間で観客動員50万1732人、興行収入5億9327万2350円と戦慄の楽譜比で141％になり、興行通信社の調査による映画観客動員ランキングでは初登場第1位となった。
5月8日、6日時点で動員237万人、興収27億6000万円を突破し、前作の戦慄の楽譜の興収24億2000万円を上回った。
5月19日、興収30億円を突破したことが発表された。
|                                     | 動員数 （万人） | 動員数 （万人） | 動員数 （万人） | 興行収入 （億円） | 興行収入 （億円） | 出典・備考 |
| 週末                                | 週末            | 累計            | 週末            | 累計              |                   | 出典・備考 |
| ----------------------------------- | --------------- | --------------- | --------------- | ----------------- | ----------------- | ---------- |
| 1週目の週末 （2009年4月18日・19日） | 1位             | 50.1            | 50.1            | 5.9               | 5.9               | [ 17 ]     |
| 2週目の週末 （4月25日・26日）       | 1位             |                 | 105             |                   | 12                | [ 21 ]     |
| 3週目の週末 （5月2日・3日）         | 1位             |                 |                 |                   |                   | [ 19 ]     |
| 4週目の週末 （5月9日・10日）        | 3位             |                 |                 |                   |                   | [ 22 ]     |
| 5週目の週末 （5月16日・17日）       | 3位             |                 |                 |                   | 30.*              | [ 20 ]     |
| 6週目の週末 （5月23日・24日）       | 5位             |                 |                 |                   |                   | [ 23 ]     |
| 7週目の週末 （5月30日・31日）       | 9位             |                 |                 |                   |                   | [ 24 ]     |
| 最終成績                            | 298万人         | 298万人         | 298万人         | 35億円            | 35億円            |            |

## テレビ放送
| 回数 | 番組名（放送枠名） | 放送形態 | 放送日         | 放送時間（JST） | 放送分数 | 平均世帯視聴率 | 平均個人視聴率 | 備考      |
| ---- | ------------------ | -------- | -------------- | --------------- | -------- | -------------- | -------------- | --------- |
| 1    | 金曜ロードSHOW!    |          | 2010年4月16日  | 21:00-22:54     | 114分    | 12.8%          |                | [ 25 ]    |
| 2    | 金曜ロードSHOW!    |          | 2011年11月25日 | 21:00-22:54     | 114分    | 10.4%          |                |           |
| 3    | 金曜ロードショー   |          | 2023年4月14日  | 21:00-22:54     | 114分    | 8.8%           | 5.7%           | [ 注 16 ] |

## 音楽

### 主題歌
倉木麻衣「PUZZLE」
作詞 - 倉木麻衣 / 作曲 - 望月由絵・平賀貴大 / 編曲 - 小澤正澄
倉木が映画主題歌を担当するのは本作で3回目となる。また、倉木は初めて黒の組織が関わった、『天国へのカウントダウン』でも主題歌を担当している。
前作までとは異なり、エンドロール開始と同時に曲が始まる。フルバージョンで使用されているが、冒頭のドアが開くS.E.はカットされている。

### サウンドトラック

#### 収録曲
1. クリスタル
2. ブラックインパクトA展開
3. 名探偵コナン メイン・テーマ (漆黒メドレーヴァージョン)
4. アマリリス
5. アメジスト
6. ハテナレンコン
7. 虹をつかんだ
8. サスペンスウィンドウ
9. 事件のドア
10. 色違いのポスト
11. 立たないコマ
12. グレイゾーン
13. 不透明な果実1
14. 不透明な果実2
15. ブラックロジック
16. ビートルジュース
17. 記憶の色
18. 不透明な果実3
19. スズランの花
20. しなやかな刑事たち
21. キープアウト
22. ペインサウンド
23. ベルモット
24. ブラックインパクトB
25. サスペンスロード
26. 不透明な果実4
27. ブラックインパクトC展開
28. 不透明な果実5
29. ダークな予感
30. 夕暮れ色のメロディ
31. ブラックインパクトD
32. 京都
33. 黄色い直感1
34. 黄色い直感2
35. 風の通り道
36. 不思議な色
37. 当たってないよ
38. 困った色違い
39. もれてくる蛍光灯
40. スズランの花2
41. 橙色の空
42. 残念
43. ウールのおくりもの
44. 晴れるといいな
45. 注意深い目
46. 事件の手がかり
47. 隠れたアサガオ
48. 不安な手鏡
49. あぶない予感
50. 包み込む湯気の中から
51. ひし形の感情
52. どんでん
53. ブラックファンファーレ
54. からみつく黒い糸
55. ブラックインパクトE
56. レンガの壁
57. ブラックドラム
58. 扉の向こうへ
59. にじみ出てくる液体
60. 重なる色彩
61. 絶体絶命
62. メタルな触感
63. 真っ赤な触角
64. ギリギリの輝き
65. スポットライト
66. からくれないの雲
67. アンズな気持ち
68. エピローグ
69. 明日ヘ向かって
70. 名探偵コナン メイン・テーマ (漆黒フルヴァージョン) (ボーナストラック)

## 映像ソフト
- DVD - 2009年11月25日発売（初回生産限定盤・同日発売）[27]
- BD - 2009年11月25日発売[28]

## 新一と蘭・麻雀牌と七夕の思い出
『名探偵コナン MAGIC FILE3 新一と蘭・麻雀牌と七夕の思い出』は、2009年のOVA作品。OVA第10作。『漆黒の追跡者』の前日譚となるストーリーを描く。

### 登場人物（OVA）
- 江戸川コナン - 高山みなみ
- 工藤新一（幼少時代） - 高山みなみ
- 毛利蘭 - 山崎和佳奈
- 妃英理 - 高島雅羅
- 鈴木園子 - 松井菜桜子
- 毛利小五郎 - 神谷明
- 灰原哀 - 林原めぐみ
- 阿笠博士 - 緒方賢一
- 円谷光彦 - 大谷育江
- 吉田歩美 - 岩居由希子
- 小嶋元太 - 高木渉
- 坂本大介 - 梅田貴公美
- 庄司 - 依田英助
- 岡野 - 村松康雄
- 長谷川 - 斉藤次郎
- 幸田 - 大西健晴
- 雀荘の主人 - 五王四郎
- 小学校の先生 - 西原久美子

### エンディングテーマ
- 「恋心 輝きながら」 - Naifu